# Onthophagus bifidicornis
Onthophagus bifidicornis là một loài bọ cánh cứng trong họ Bọ hung (Scarabaeidae).